# Andorinhão-andino
Andorinhão-andino (Aeronautes andecolus) é uma espécie de ave da família Apodidae. Pode ser encontrada nos seguintes países: Argentina, Bolívia, Chile e Peru. Os seus habitats naturais são: matagal tropical ou subtropical de alta altitude. 